# Miriam Schapiro
Miriam Schapiro (también conocida como Mimi) (Toronto, 15 de noviembre de 1923 - Hampton Bays, 20 de junio de 2015) fue una artista estadounidense, nacida en Canadá que residió en Estados Unidos. Fue pintora, escultora, grabadora, profesora de arte y pionera del arte feminista. También fue considerada una líder del movimiento artístico de Pattern and Decoration conectándolo con el arte tradicional de las mujeres y cuestionando los prejuicios de considerar que lo decorativo era trivial.  El  trabajo artístico de Schapiro desdibujó la línea entre las bellas artes y la artesanía y tuvo como objetivo elevar la artesanía y la cultura doméstica.  También conectó el feminismo y el arte: especialmente en lo que respecta al feminismo en relación con el arte abstracto. Schapiro perfeccionó su trabajo artesanal domesticado y fue capaz de crear trabajos que destacaban entre el resto del arte superior. Estas obras representan la identidad de Schapiro como artista que trabajó en el centro de la abstracción contemporánea y simultáneamente como feminista con el desafío de representar la "conciencia" de las mujeres a través de las imágenes. A menudo usaba iconos asociados con mujeres, como corazones, decoraciones florales, patrones geométricos y el color rosa. En la década de 1970, creó el abanico de mano, un objeto típicamente pequeño de una mujer, heroico al pintarlo seis pies por doce pies. «El lienzo en forma de abanico, un ícono poderoso, le dio a Schapiro la oportunidad de experimentar. De esto surgió una superficie de complejidad colorista texturizada y opulencia que formaron la base de su nuevo estilo personal. Los kimonos, los abanicos, las casas y los corazones fueron la forma en que vertió repetidamente sus sentimientos y deseos, sus ansiedades y esperanzas»". La herencia de Miriam Schapiro está representada exclusivamente por la Galería Eric Firestone en Nueva York. 

## Biografía
Nacida en Toronto en 1923  era hija única de una familia judía rusa que tras la gran depresión económica de los años 30 se trasladó a Nueva York. Su abuelo inmigrante ruso inventó el primer ojo de muñeca móvil en Estados Unidos y fabricó "ositos de peluche". Su padre, Theodore Schapiro, era un artista especializado en diseño industrial e intelectual que estudiaba en el Beaux-Arts Institute of Design, en Nueva York, cuando nació Schapiro. Su madre, Fannie Cohen alentó a Schapiro a comenzar una carrera en las artes. A los seis años, Schapiro comenzó a dibujar.
De adolescente, Schapiro tuvo como profesor a Victor d 'Amico, su primer maestro modernista en el Museo de Arte Moderno. Por las tardes asistía  a clases de WPA para adultos en dibujo de desnudos. En 1943 ingresó en el Hunter College en la ciudad de Nueva York, pero recibió una beca para estudiar en la Universidad de Iowa. En la Universidad de Iowa, Schapiro estudió pintura con Stuart Edie y James Lechay. Estudió grabado con Mauricio Lasansky y fue su asistente personal, lo que la llevó a ayudar a formar el Iowa Print Group.  Lasanky enseñó a sus alumnos a usar varias técnicas de impresión diferentes en su trabajo y a estudiar el trabajo de los maestros para encontrar soluciones a problemas técnicos. 
En la Universidad Estatal de Iowa conoció a Paul Brach, con quien se casó en 1946.  Después de que Brach y Schapiro se graduaran en 1949, Brach logró un trabajo en la Universidad de Misuri como instructor de pintura. En 1951 se mudaron a Nueva York donde frecuentaron a muchos de los artistas expresionistas abstractos de la Escuela de Nueva York, entre ellos Joan Mitchell, Larry Rivers, Knox Martin y Michael Goldberg . Schapiro y Brach vivieron en la ciudad de Nueva York durante las décadas de 1950 y 1960. Miriam y Paul tuvieron un hijo, Peter Brach, en 1955. Antes y después del nacimiento de su hijo Peter, Schapiro luchó con su identidad y su lugar como artista. Los sucesivos estudios de Miriam Schapiro, después de este período de crisis, se convirtieron en entornos y reflejos de los cambios en su vida y su arte.
Hacia 1960 la pareja de artistas se mudó a California y fue donde Schapiro inició su  activismo feminista con el reto de buscar temáticas y estéticas que representaran la identidad de la mujer y sus roles en la sociedad.
Murió el 20 de junio de 2015 en Hampton Bays, Nueva York, a los 91 años.

## Trayectoria profesional
En los primeros trabajos profesionales de Shapiro creó dibujos y pinturas marcadas por la influencia del expresionismo abstracto desarrollado entre 1953 y 1957. A pesar del relativo éxito de su obra comprobó pronto las dificultades y la discriminación que sufrían las mujeres de la época en un territorio controlado y dominado por hombres.
Creó su propio lenguaje gestual: "pintar poco y borrar", en el que el área limpiada desempeñaba un papel tan importante como el área pintada. Aunque estas obras fueron abstraídas, como su obra Beast Land and Plenty, Schapiro las basó en ilustraciones en blanco y negro de obras de "viejos maestros". En diciembre de 1957, André Emmerich seleccionó una de sus pinturas para la apertura de su galería.
A partir de 1960, Schapiro empezó a eliminar la pincelada expresionista abstracta e introdujo una variedad de formas geométricas. Es uno de sus primeros grupos de trabajo que también fue una autobiografía. Cada sección del trabajo muestra un aspecto de ser una mujer artista. También simbolizan su cuerpo y alma. El juego entre la ilusión de profundidad y la aceptación de la superficie se convirtió en la principal estrategia formal del trabajo de la artista durante el resto de la década. Los Santuarios permitieron a Schapiro descubrir los aspectos múltiples y fragmentados de sí misma.
En 1964, Schapiro y su marido Paul trabajaron en el Tamarind Lithography Workshop. Uno de los mayores puntos de inflexión de Schapiro en su carrera artística fue trabajar en el taller y experimentar con el papel Color-Aid de Josef Albers, donde comenzó a hacer varios santuarios nuevos y creó sus primeros collages.
En 1967 Schapiro y Brach se mudaron a California. Brach creó y dirigió el departamento de arte de la Universidad de California en San Diego y Schapiro dio clases allí.
Miriam conoció a David Nalibof, un físico que trabajaba para General Dynamics. Gracias a sus investigaciones junto a Nalibof, Shapiro se convirtió en una de las primeras artistas en utilizar software informático en las artes visuales creando piezas consideradas icónicas en el movimiento feminista como la obra OX de 1967 en la que sobrepone una letra O sobre una letra X, realizadas a partir de figuras geométricas computarizadas que recrean los órganos genitales femeninos.
Las diagonales de las cuales representaban las extremidades del "hombre de Vitruvio", mientras que la O representaba el centro de las mujeres, la vagina, el útero. Este trabajo se describe como "un emblema arquetípico recién inventado, basado en el cuerpo, para el poder y la identidad femenina, realizado en rojo-naranja brillante, plata y 'tiernos tonos de rosa'". También se cree que la O simboliza el huevo, que existe como la ventana hacia la estructura materna con extremidades extendidas.

### Programa de arte feminista

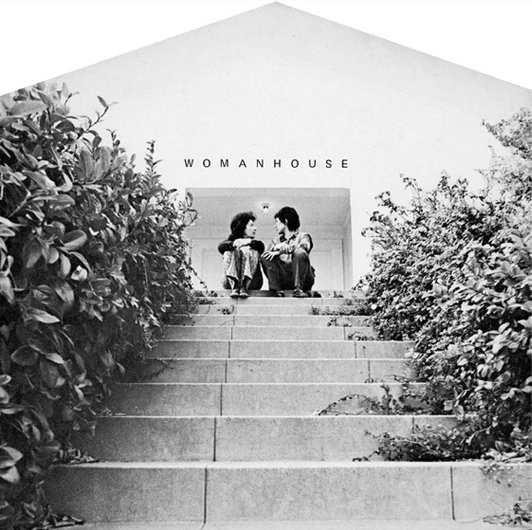
Miriam Shapiro y Judy Chicago en la cubierta del catálogo de la exposición Womanhouse. Diseño de Sheila de Bretteville. Fotografía de Donald Woodman

Conoció a Judy Chicago en San Diego y ésta le invitó a conocer la experiencia de Fresno. Como resultado en 1971 desarrolló con Judy Chicago el Feminist Art Program en el Instituto de las Artes de California, a partir de la experiencia en 1970 del primer curso de arte feminista en la ciudad de Fresno que lideró Chicago. 

El programa se convirtió en una alternativa a la formación tradicional para las mujeres que lo siguieron e implicaba un trabajo teórico y práctico con un fuerte componente reflexivo sobre la creación artística de las mujeres. Apoyándose en la teoría feminista, la sociología, el psicoanálisis o la literatura  escrita por mujeres, las participantes debatieron en las denominadas "sesiones de autoconciencia" sobre sus experiencias vitales, los condicionamientos culturales que conllevaba el género y las implicaciones que todo ello tenía en su obra plástica, y revisaron la historia del arte, reivindicando las creaciones realizadas por mujeres.
Maria Teresa Alario Trigueros. Arte y feminismo 

Como resultado del programa en 1972 se organizó la muestra colectiva titulada Womanhouse en la que veintidós de las artistas participantes del programa, entre ellas Schapiro, además de Judy Chicago, Faith Wilding, Robin Mitchell, Karen LeCoq, etc. se dedicaron a restaurar una casa abandonada con objeto de tratar temas como la domesticidad, el cuerpo, la identidad o los estereotipos.  Querían que la creación del arte fuera menos una aventura privada e introspectiva y más un proceso público a través de sesiones de sensibilización, confesiones personales y capacitación técnica.  "('Casa') se convirtió en el depósito de la fantasía femenina y los sueños femeninos". 
Schapiro contó en una entrevista con Ruth Bowman realizada en 1989 cómo después del trabajo se reunían todas para poner en común sus sensaciones: “En esa mansión abandonada, nos sentábamos en el suelo, teníamos nuestro tiempo para hablar, y después pasábamos la mopa y lo dejábamos todo limpio. Pero cuando hablábamos en la cocina aparecía el drama, al menos yo lo recuerdo así. Todas contaban cómo habían crecido al lado de su madre y las experiencias que habían tenido en la cocina (…) En última instancia daban una descripción de cómo habían sido sus relaciones con su madre”. “Cuando entrabas en la Womanhouse para ver las performances o para caminar por las habitaciones, inmediatamente te dabas cuenta de que estabas viendo algo que nunca se había visto antes en el arte mundial”,
En Womanhouse Shapiro expuso su obra " Doll house ", (Casa de Muñecas, 1971) construida usando varias piezas de chatarra para crear todos los muebles y accesorios de la casa. Cada habitación significaba un papel particular que desempeña una mujer en la sociedad y representaba los conflictos entre ellas. La pieza fue descrita por la artista  como una obra que “representa la belleza, el encanto y la supuesta seguridad y confort de un hogar, con los terrores innombrables que existen dentro de sus paredes”.
En 1973 con Judy Chicago acuñó el término "imágenes del núcleo central" en el ensayo Female Imagery publicado en el Womanspace Journal.  “Ser mujer es ser objeto de desprecio, y la vagina, sello de la feminidad, se devalúa. La artista, viéndose a sí misma como odiada, toma esa marca de su alteridad y, al afirmarlo como el sello distintivo de su iconografía, establece un vehículo por el cual declarar la verdad y la belleza de su identidad " escribieron.
Para Schapiro, tales imágenes y estética sirvieron como un lenguaje visual a través del cual se podían comunicar las ideologías feministas.

### Femmage
Shapiro aportó al arte feminista también la creación de la categoría femmage, un estilo de collage que utiliza materiales, objetos y técnicas artesanales identificadas culturalmente con las mujeres. Este trabajo predominó a partir de los años 70.  
Del mundo tecnológico masculino de las computadoras, Schapiro se mudó a la casa decorada de una mujer. En este estudio hogareño, Schapiro creó una serie de grandes femmages, entre ellos A Cabinet for All Seasons. Esta era su versión poética de la representación de cambios y repeticiones continuas en todos los cuerpos y vidas de las mujeres. En su definición de femmage, Schapiro escribió que el estilo, que recuerda simultáneamente el acolchado y el cubismo, tiene un "contexto de vida de mujer" y que "celebra un evento público o privado". Mientras Schapiro viajaba por Estados Unidos dando conferencias, pedía un recuerdo a las mujeres que conocía. Estos recuerdos se usarían en su collage como pinturas. Schapiro también realizó proyectos de arte colaborativos, como su serie de grabados Anónimo era una mujer de 1977. Pudo producir la serie con un grupo de nueve mujeres graduadas en estudios de arte de la Universidad de Oregón. Cada impresión es una impresión hecha de un tapete sin transformar que se colocó en un suelo blando sobre una placa de zinc, luego se grabó e imprimió.  
Su ensayo de 1977-1978 Waste Not Want Not: Una investigación sobre lo que las mujeres salvaron y ensamblaron - FEMMAGE (escrito con Melissa Meyer) describe el femmage como las actividades de collage, ensamblaje, découpage y fotomontaje que practican las mujeres usando "técnicas tradicionales de mujeres: costura, perforación, enganche, corte, aplicación, cocina y similares. . "  
Después de 1975, Schapiro regresó a Nueva York y con el dinero que logró al vender algunas pinturas, no solo tenía una habitación sino un estudio propio. La decoración y la "colaboración" fueron fundamentales para su obra de arte y ambos jugaron un papel importante tanto en su casa como en su estudio.  El estudio se convirtió en la habitación de Schapiro y en momentos de gran conflicto personal, la única conexión con su yo creativo. Sus diversos estudios a lo largo de su carrera reflejaron los cambios tanto en la realidad externa como en la interna de su vida. Han expresado sus autoconcepciones cambiantes de acuerdo con o en contra de la sociedad, que mantiene separados los roles de género.  Los estudios de Schapiro también se convirtieron en metáforas de su trabajo creativo, así como en espacios en los que pudo vivir su vida y también cumplir sus sueños.  
En el proceso de asumir diferentes proyectos, el estudio de Schapiro se expandió y finalmente se convirtió en portátil, siguiéndola mientras viajaba de un lugar a otro. Fue durante el mismo tiempo de su proyecto de colaboración de Oregon con nueve mujeres cuando Schapiro también creó su primera "Serie de Colaboración" con mujeres artistas del pasado. Esta serie combinó reproducciones de la obra de Mary Cassatt y Berthe Morisot con bordes de tela coloridos y sensuales en patrones inspirados en edredones.  En Mary Cassatt y yo, Schapiro superpuso la propia imagen mental de su madre con el ideal materno de Cassatt: su madre leyendo un periódico.  
En la década de 1990, Schapiro comenzó a explorar más su identidad judía en su pintura. En su pintura My History (1997) usó la misma estructura que el proyecto House y construyó habitaciones con diferentes recuerdos que rodean su herencia judía. Su declaración de arte judío más explícita en el arte fue Cuatro matriarcas, vidrieras que representan a las heroínas bíblicas Sarah, Rebecca, Rachel y Leah. Esta fue una pieza colorida que combinaba la simbología de identidad y su arte domesticado más antiguo para crear la verdadera visión de lo que el arte elevado significaba para el público. En Mother Russia (1994), Shapiro creó un abanico basado en su familia rusa. Ella representa a las poderosas mujeres de Rusia, cada una en una fila del abanico de mano con un sombrero y un velo. Agregó piezas de cada trabajo de artista en su estilo "colaborativo" para unirse a ellas como mujeres revolucionarias y alabar a figuras ocultas. Sus antecedentes tanto en la cultura rusa como en la judía se han atribuido a lo que representa la colección de obras de Schapiro. La base y el uso colectivo de patrones y colores describen el trabajo de Miriam y nos permiten ver su cultura y su voz femenina.
En 2010 fue entrevistada en el documental !Women Art Revolution.
Las obras de Schapiro se encuentran en numerosas colecciones de museo, entre ellas el Museo Smithsoniano de Arte Americano, Museo Judío de Nueva York, la Galería Nacional de Arte, el Museum of Modern Art, y la Pennsylvania Academy of the Fines Arts. Sus premios incluyen el Premio al Artista Distinguido por Logros de por Vida de la Asociación de Arte Universitario y una Beca Guggenheim de 1987. El trabajo de Miriam Schapiro está representado exclusivamente por Eric Firestone Gallery.

## Premios y reconocimientos
- 1982: Skowhegan Medal for Collage[24]
- 1983: Honorary Doctorate of Fine Arts, College of Wooster, Wooster, OH
- 1987: Guggenheim Fellowship for Fine Arts in US and Canada
- 1988: Honors Award, The Women's Caucus for Art
- 1989: Honorary Doctor of Fine Arts, California College of Arts and Crafts, Oakland, CA
- 1992: Honors Award, National Association of Schools of Art and Design
- 1994: Honors Award, New York State NARAL
- 1994: Honorary Doctorate Degree, Minneapolis and Design, Minneapolis, MN
- 1994: Honorary Doctorate Degree, Lawrence University, Appleton, WI
- 2002: Lifetime Achievement Award, Women's Caucus for Art

## Listado de obras principales
- (1963) Shrines Grey Art Gallery
- (1968) Big Ox No. 1 Brooklyn Museum
- (1972) Womanhouse
- (1972) Dollhouse, with Sherry Brody, Smithsonian American Art Museum[17]
- (1972) Lady Genji's Maze
- (1978) Connection[25]
- (1983) Wonderland Smithsonian American Art Museum[16]
- (1990) Conservatory (Frida and Me)[26]